# Keijia kijabei
Keijia kijabei är en spindelart som först beskrevs av Lucien Berland 1920.  Keijia kijabei ingår i släktet Keijia och familjen klotspindlar. Inga underarter finns listade i Catalogue of Life.